# Nationalliga A (Handball) 1994/95
Die Spielzeit 1994/95 war die 46. reguläre Spielzeit der Schweizer Nationalliga A im Handball der Männer. Die Liga wurde von 10 auf 8 Mannschaften reduziert.

## Modus
Gespielt wurde von den 8 Teams eine Vierfachrunde zu je 28 Spielen.
Nach der Hauptrunde spielten die Mannschaften auf den Rängen 1 bis 4 die Playoffs (1. gegen 4., 2. gegen 3.). Der Sieger der Playoffs wurde Schweizer Meister.
Die Mannschaften auf den Rängen 7. und 8. spielten eine Auf-/Abstiegsrunde mit den ersten zwei der Nationalliga B.

## Hauptrunde

### Rangliste
| Pl.                                 |  | Verein                   | Sp. | S  | U | N  | Tore      | Diff. | Punkte  |
| ----------------------------------- |  | ------------------------ | --- | -- | - | -- | --------- | ----- | ------- |
| 1.                                  |  | BSV Borba Luzern         | 14  | 12 | 1 | 1  | 0372:3040 | +68   | 025:30  |
| 2.                                  |  | Pfadi Winterthur (M)     | 14  | 11 | 2 | 1  | 0375:2890 | +86   | 024:40  |
| 3.                                  |  | Kadetten Schaffhausen    | 14  | 8  | 2 | 4  | 0340:3240 | +16   | 018:100 |
| 4.                                  |  | ZMC Amicitia Zürich      | 14  | 6  | 3 | 5  | 0380:3610 | +19   | 015:130 |
| 5.                                  |  | TSV St. Otmar St. Gallen | 14  | 7  | 1 | 6  | 0388:4000 | −12   | 015:130 |
| 6.                                  |  | Grasshopper Club Zürich  | 14  | 3  | 1 | 10 | 0311:3680 | −57   | 07:210  |
| 7.                                  |  | Wacker Thun              | 14  | 1  | 3 | 10 | 0321:3710 | −50   | 05:230  |
| 8.                                  |  | TV Suhr (A)              | 14  | 1  | 1 | 12 | 0270:3400 | −70   | 03:250  |
| Quelle: NZZ, Stand: 27. Januar 1995 |  |                          |     |    |   |    |           |       |         |

| Zum Hauptrundenende 1994/95: |                                                    |
|                              |                                                    |
|                              | Qualifiziert für die Playoffs                      |
|                              | Abstiegsrunde                                      |
|                              |                                                    |
| Zum Saisonende 1993/94:      |                                                    |
| (M)                          | Schweizer Meister 1993/94: Pfadi Winterthur        |
| (A)                          | Aufsteiger aus der Nationalliga B 1993/94: TV Suhr |

## Playoffs

### Playoffs-Baum
|  | Halbfinal | Halbfinal             | Halbfinal | Halbfinal | Halbfinal |  |  | Final | Final            | Final | Final | Final |
|  |           |                       |           |           |           |  |  |       |                  |       |       |       |
|  |           |                       |           |           |           |  |  |       |                  |       |       |       |
|  | 1         | BSV Borba Luzern      | 22        | 27        | 26        |  |  |       |                  |       |       |       |
|  | 4         | ZMC Amicitia Zürich   | 21        | 28        | 19        |  |  |       |                  |       |       |       |
|  |           |                       |           |           |           |  |  | 1     | BSV Borba Luzern | 23    | 25    |       |
|  |           |                       |           |           |           |  |  | 2     | Pfadi Winterthur | 28    | 29    |       |
|  | 2         | Pfadi Winterthur      | 25        | 19        | 32        |  |  |       |                  |       |       |       |
|  | 3         | Kadetten Schaffhausen | 20        | 21        | 19        |  |  |       |                  |       |       |       |
|  |           |                       |           |           |           |  |  |       |                  |       |       |       |

### Halbfinal
Modus war Best-of-Three
|                  |   |                       | Serie | 1     | 2     | 3     |
| ---------------- | - | --------------------- | ----- | ----- | ----- | ----- |
| BSV Borba Luzern | – | Amicitia Zürich       | 2:1   | 22:21 | 27:28 | 26:19 |
| Pfadi Winterthur | – | Kadetten Schaffhausen | 2:1   | 25:20 | 19:21 | 32:19 |

### Final
Modus war Best-of-Three
|                  |   |                  | Serie | 1     | 2         | 3 |
| ---------------- | - | ---------------- | ----- | ----- | --------- | - |
| BSV Borba Luzern | – | Pfadi Winterthur | 0:2   | 23:28 | 25:26 n.V | – |

### Meistermannschaft von Pfadi Winterthur
| Schweizer Meister Pfadi Winterthur | Mannschaft: Torhüter: Michael Schnepf, Meinrad Landolt Feld: Roman Brunner, Christoph Kellenberger, Urs Schärer, Simon Dejung, Werner Huber, Daniel Spengler, Heinz Bollinger, Morten Schönfeldt, Gerry Wosahlik Flügel links: Stefan Schärer Rückraum Mitte: Jae-Won Kang Cheftrainer: Urs Mühlethaler Manager: Ernst Liniger |

## Torschützenliste
| Pl. | Spieler         | Tore | Schnitt | Mannschaft            |
| --- | --------------- | ---- | ------- | --------------------- |
| 1.  | Aleksander Vuga | 289  |         | Kadetten Schaffhausen |
| 2.  | Tettey Banfro   | 279  |         | ZMC Amicitia Zürich   |
| 3.  | Goran Perkovac  | 270  |         | BSV Borba Luzern      |